# Tanjungrejo (Bayan)
Tanjungrejo is een bestuurslaag in het regentschap Purworejo van de provincie Midden-Java, Indonesië. Tanjungrejo telt 1082 inwoners (volkstelling 2010).